# Annette Schlünz
Annette Schlünz (* 23. September 1964 in Dessau) ist eine deutsche Komponistin. Sie lebt in Leutesheim bei Straßburg.

## Leben
Annette Schlünz erhielt schon als Vierjährige musikalischen und tänzerischen Unterricht (Blockflöte) und wirkte früh in zahlreichen Theaterstücken, Opern, Operetten und Musicals mit (auch im Kinderchor). Erste musikalische Aufzeichnungen gibt es von der Fünfjährigen. Ab 1971 erhielt sie Unterricht an der Musikschule Dessau in den Fächern Blockflöte und Klavier, ab 1976 auch in Oboe. Zugleich erhielt sie Unterricht in Musiktheorie und wurde als Zwölfjährige Mitglied der Komponistenklasse Halle, die Hans-Jürgen Wenzel gegründet hatte. Zusätzlichen Kompositionsunterricht erhielt Annette Schlünz um diese Zeit durch Günther Eisenhardt und Dietrich Boekle. Es entstanden auch erste Stücke, die öffentlich aufgeführt wurden.
Ab 1983 unterrichtete Schlünz selbst im Rahmen der Kinder-Kompositionsklasse und studierte ab diesem Jahr an der Hochschule für Musik Carl Maria von Weber Dresden Komposition (Udo Zimmermann), Klavier (Heidrun Richter) und Tonsatz/Moderne Techniken (Wilfried Krätzschmar). Im Abendstudium lernte sie bei Rudolf Neuhaus auch Dirigieren und befasste sich im Studio der Dresdner Hochschule eingehend mit elektronischen Klangerzeugungen. 1987 wurde sie wissenschaftliche Mitarbeiterin Udo Zimmermanns am Dresdner Zentrum für zeitgenössische Musik und hatte einen Lehrauftrag für Tonsatz und Gehörbildung an der Dresdner Musikhochschule. Von 1988 bis 1991 war Annette Schlünz Meisterschülerin von Paul-Heinz Dittrich an der Akademie der Künste Berlin. Wichtig wurden auch Begegnungen mit Iannis Xenakis in Darmstadt und Helmut Lachenmann in Stuttgart.
1986 und 1989 besuchte sie das Bartók-Festival in Szombathely/Ungarn und hospitierte in diesem Rahmen bei dem Dirigenten und Komponisten Péter Eötvös. 1988 reiste Schlünz zum ersten Mal ins westliche Ausland, wo sie am Festival „Komponistinnen gestern-heute“ in Heidelberg teilnahm. 1990 und 1992 besuchte sie die Darmstädter Ferienkurse für Neue Musik. Sie erhielt zahlreiche Kompositionsaufträge, u. a. von der „Gruppe Neue Musik Hanns Eisler“, dem „Scharoun Ensemble“, dem Rundfunk-Sinfonieorchester Berlin, dem Ensemble „Les Percussions de Strasbourg“ und mehreren Festivals. Eingeladen wurde sie darüber hinaus zu Musikveranstaltungen in den USA, in Südamerika und in Vietnam. Seit 2010 ist sie Mitglied und seit Juni 2015 Sekretär der Klasse Musik der Sächsischen Akademie der Künste. 2011 wurde Annette Schlünz zum Mitglied der Freien Akademie der Künste in Hamburg berufen.

## Auszeichnungen
- 1990: Hanns-Eisler-Preis.
- 1997: Stipendium der Villa Massimo in Rom.
- 1998: Heidelberger Künstlerinnen-Preis.

## Werke
Bühnenwerke:
- Matka (Kammeroper, Libretto von der Komponistin nach Karel Čapek), 1988–89.
- Un jour d'été (Musiktheater für Kinder, Text von Pierre Garnier), 1996.
- TagNachtTraumstaub (Musiktheater, Texte von der Komponistin, Matthias Roth und Ulrike Schuster), 1999–2000.

Orchesterwerke:
- Picardie, 1992.
- Fadensonnen, für 17 Instrumentalisten, 1993.
- doch dir darin, für Bassklarinette (+ Kontrabassklarinette), Tuba und Orchester, 2001–02.

Kammermusik:
- il pleut doucement sur la ville, für Streichtrio, 1989
- Nachtschwarz wird das Blau, für Oboe, Posaune, Bratsche, Violoncello, Kontrabass, Klavier und Schlagzeug, 1990.
- Taubenblaue Schatten haben sich vermischt, für Flöte und Gitarre, 1990.
- Wenn schon die Flügel zerbrochen sind, für Violine und Ensemble, 1990.
- Ach, es ..., für Tuba, 1991.
- la faulx de l'été, für Blockflöte (1 Flötist) und Perkussion, 1991. (Version für Flöte und Perkussion, 2001).
- ... der Schatten verwirrte, für 3 Fagotte, 1992.
- Wo das Schweigen anfängt, für Bratsche, Violoncello, Kontrabass, 1993.
- Et la pluie se mit à tomber, für 6 Perkussionisten, 1994.
- verhalten, entgleiten, entfalten, für Gitarre, 1994.
- – verstummen –, für Orgel und 3 Perkussionisten, 1994 (Version für Orgel und Perkussion, 2004).
- Traumkraut, für Flöte (+ Altflöte und Bassflöte), Klarinette (+ Bassklarinette), Violine, Bratsche, Violoncello, Kontrabass, Klavier, Perkussion, 1995.
- noch ein wor()t, für Klarinette, Englischhorn, Posaune, Violoncello, Kontrabass, 1996.
- Nuages, für 4 Perkussionisten, 1996.
- How it is, für Klarinette, Streichquartett, 1997.
- SOL-STITIUM, für Oboe, Klarinette, Violine, Bratsche, Violoncello, Klavier/Cembalo, 1997.
- Unaufhörliche Schlaflosigkeit, für Tuba und Tonband, 1994–98.
- Aequi-Noctium, für Oboe, Fagott, Trompete, Posaune, Bratsche, Kontrabass, Klavier, Perkussion, 1998.
- voicelessness, für Flöte (+ Bassflöte), Klarinette (+ Bassklarinette), Gitarre, Perkussion, 1998 (auch Version für Klarinette, Saxophon, Gitarre, Perkussion, 2005).
- aufgelöst (verschlungen), für Flöte, Klarinette, Violine, Violoncello, Klavier, 2000 (auch Version für Klarinette, Trompete, Violine, Violoncello, Klavier, 2001).
- schau(m)ich, für Violoncello, 2000;
- Weiter, für Flöte (+ Altflöte), Klarinette, Klavier, 2000.
- tastend, tränend, für Flöte, Klavier, 2001.
- Hortensien, Für Bassklarinette, 4-kanalige Audio-Zuspielung, 2002.
- fliegen fliegen?, für Flöte (+ Bassflöte), Oboe, Klarinette, 2003.
- Ultime tentative No. 4, für beliebig viele Musiker, 2004.
- ZEBRA, für elektrische Violine, 4-kanalige Audio-Zuspielung, live electronics, 2004.
- Dehors, für Bassflöte, Bassklarinette, Perkussion, 2005.
- in den Flüssen, für Klarinette, Violoncello, Akkordeon, 2005.
- high tide, für Klarinette (+ Bassklarinette), Kontrabass, Akkordeon, live electronics, 2005.
- light from the one, für Blockflöte (1 Flötist) und Koto, 2006.

Chor:
- Ornithopoesie (Text von Pierre Garnier), gemischter Chor (12 Stimmen), 1989.
- Zarte Knöpfe (Texte von Matthias Roth, Pierre Garnier), für Frauenchor, 1997.

Musik mit vokalen Solostimmen:
- Bei Spuren von Wasser und Salz (Texte von  Jaroslav Seifert, Else Lasker-Schüler und Erich Fried), Stimme, 11 Instrumentalisten, 1987;
- Rosen (Text von Ingeborg Bachmann), Mezzosopran, Klavier, 1988;
- Klage (Text von Urszula Kozioł), Sprecher, Klarinette (+ Bassklarinette), Fagott, Waldhorn, Streichquartett, Kontrabass, 1991;
- Tout est rêver (Texte von Friedrich Huch, Pierre Garnier), Sopran, Klarinette (+ Bassklarinette), Percussion, 1992;
- Die Antirose (Texte von Yvan Goll, Claire Goll), Sopran, Violine, Klavier, 1995;
- ein wor()t (text from an anonymous source), Sprecher, Flöte, Gitarre, Violine, 1996;
- Man könnte bleiben (Texte von William Shakespeare, Jeanette Winterson), Sopran, Sprecher, Klavier, 1997;
- brust, brut (Text von Ulrike Draesner), Bariton, Klavier, 1998;
- Gleissend (Text von Ulrike Schuster), Mezzosopran, Schlaginstrument, 1998;
- Ultime tentative I-III (Texte von Ulrike Schuster, Christophe Tarkos), Sopran, Mezzosopran, Blockflöten (1 Spieler), 1998–99;
- Arianna II (Texte von Ulrike Schuster, anonymous sources), Sopran, 2 Barockviolinen, Barockvioloncello, Cembalo, 1999;
- MOCCOLI (Text von Johann Wolfgang von Goethe, arrangiert von der Komponistin und Ulrike Draesner), Sopran, Klarinette (+ Bassklarinette), Violoncello, 1999;
- Gewaltsame Kunde – Gibbongesänge (Text von Ulrike Schuster), Stimme, Bandaufnahme, 2001;
- Abendamsel (Text von Undine Gruenter), Contratenor, Bassflöte, Oboe, Klarinette, Tenorsaxophon, Fagott, Trompete, Bratsche, Violoncello, Kontrabass, 2 Schlaginstrumente, 2002;
- glas im bauch (Texte von Ulrike Draesner, Pierre Garnier), Sopran, Flöte, Oboe, Klarinette, Waldhorn, Fagott, 2004

Klavier solo:
- verschattet–, 1991

Multimedia:
- Ich sehe den Traum des Wassers, Musikaktionen für ein mobiles Ensemble (Text von Pierre Garnier), 2 Stimmen, Blockflöten (1 Spieler), Schlaginstrument, Skulpturen (von Daniel Depoutot), 1995;
- Couloir de la solitude, Bandaufnahme, room installation (von Thierry Aué), 2000;
- das – das – das andere Ufer: FÄHRENMUSIK – Musik zum Übersetzen (Text von Ulrike Draesner), 2 Soprane, Trompete, Posaune, 2 Tuben, 3 Schlaginstrumente, Rauminstallation (von Thierry Aué), 2001;
- auch Ameisen wären gern Vögel (Texte von Ulrike Draesner, Ulrike Schuster, Johann Wolfgang von Goethe), Sopran, großer gemischter Chor (87 Stimmen) (+ szenische Aktionen), Bassklarinette, Akkordeon, 2 Schlaginstrumente, underwater sound installation, 2002;
- dans l'épaisseur d'un murmure anonyme, Bandaufnahme, Filminstallation (von Karine Vonna), 2002;
- Journal No. 1, Tenorblockflöte (+ Sopranblockflöte, Bassblockflöte), Film, 2004–05;
- Lichtpause (Texte von Ulrike Draesner, Charles Pennequin, Christophe Tarkos), Sopran, Klarinette, Trompete, Violine, Violoncello, Akkordeon, Percussion, Film (von Thierry Aué), 2005

Diskografie:
- Klage. Daniel Morgenroth, Sprecher; Friedrich Goldmann/Scharoun Ensemble (Aurophon/DZzM, 1992)
- verhalten, entgleiten, entfalten. Reinbert Evers, Gitarre (Sächsische Tonträger/DZzM, 1994)
- Ach, es... Michael Vogt, tuba (RéR, 1994)
- Traumkraut; Tout est rêver; Fadensonnen; Taubenblaue Schatten haben sich vermischt; Ornithopoesie; Et la pluie se mit à tomber. Georg Mertens, Flöte; Volker Höh, Gitarre; Accroche-Note; Les Percussions de Strasbourg; Roland Kluttig/Thürmchen Ensemble; Klaus Bernbacher/Kammerensemble Pro Musica Nova Bremen; Roland Hayrabedian/Musicatreize Marseille (Wergo: 6539, 1998)
- Zarte Knöpfe. Michael Gläser/Frauenchor des Bayerischen Rundfunkchores (Deutscher Musikrat: 5, 1998)
- la faulx de l'été. Katja Reiser, Blockflöten; Tan Kutay, Percussion (Carpe Diem: 16256, 1999)
- MOCCOLI. Carola Schlüter, Sopran; Ensemble Phorminx (EMI Classics: 26189, 1999)
- Unaufhörliche Schlaflosigkeit. Michael Vogt, tuba (Villa Massimo, 1999)
- la faulx de l'été (second version). Carin Levine, Flöte; Stefan Blum, Schlaginstrument (Radio Bremen, 2005)
- ZEBRA. Lenka Zupkova, electric Violine (Akademie der Künste Berlin, 2005)
- tastend, tränend. Elisabeth Weinzierl, Flöte; Eva Schieferstein, Klavier (THOROFON CTH 2577, 2010)